# Майер, Герхард (легкоатлет)
Герхард Майер (нем. Gerhard Mayer; род. 20 мая 1980, Вена) — австрийский легкоатлет, специалист по метанию диска. Выступал за сборную Австрии по лёгкой атлетике в 1999—2016 годах, чемпион Универсиады в Бангкоке, многократный победитель и призёр первенств национального значения, участник двух летних Олимпийских игр.

## Биография
Герхард Майер родился 20 мая 1980 года в Вене.
Занимался лёгкой атлетикой в Швехате, состоял в местном одноимённом клубе SV Schwechat. Проходил подготовку под руководством известного австрийского копьеметателя Грегора Хёглера.
Впервые заявил о себе на международном уровне в сезоне 1999 года, когда вошёл в состав австрийской национальной сборной и выступил на юниорском европейском первенстве в Риге, где в зачёте метания диска стал шестым.
В 2001 году впервые одержал победу на чемпионате Австрии и впоследствии неизменно становился чемпионом в течение целого десятилетия. Также в этом сезоне с результатом 53,30 закрыл десятку сильнейших на молодёжном европейском первенстве в Амстердаме.
Будучи студентом, в 2005 году представлял Австрию на Универсиаде в Измире — в финале метнул диск на 58,29 метра и занял итоговое девятое место.
В 2006 году отметился выступлением на чемпионате Европы в Гётеборге (59,54).
На Универсиаде 2007 года в Бангкоке с результатом 61,55 превзошёл всех соперников в метании диска и завоевал золотую медаль.
Благодаря череде удачных выступлений удостоился права защищать честь страны на летних Олимпийских играх 2008 года в Пекине — на предварительном квалификационном этапе метания диска показал результат 61,32 метра, чего оказалось недостаточно для выхода в финал.
В 2009 году стал восьмым на чемпионате мира в Берлине (63,17).
На чемпионате Европы 2010 года в Барселоне метнул диск на 60,76 метра и в финал не вышел.
В 2011 году принял участие в чемпионате мира в Тэгу (61,47).
В 2012 году занял восьмое место на чемпионате Европы в Хельсинки (62,85), тогда как на турнире в шведском Хельсингборге метнул диск на 63,33 метра. Выполнив олимпийский квалификационный норматив (63,00), прошёл отбор на Олимпийские игры в Лондоне — на сей раз в программе метания диска показал результат 60,81 метра и снова остановился на предварительном квалификационном этапе.
После лондонской Олимпиады Майер остался действующим спортсменом на ещё один олимпийский цикл и продолжил принимать участие в крупнейших международных стартах. Так, в 2013 году он представлял Австрию на чемпионате мира в Москве, здесь его результата в 59,85 метра оказалось недостаточно для выхода в финал.
В 2014 году участвовал в чемпионате Европы в Цюрихе (60,78).
В мае 2015 года на домашних соревнованиях в Швехате установил свой личный рекорд — 67,20 метра. Помимо этого, метал диск на чемпионате мира в Пекине (57,73), победой в своей дисциплине помог соотечественникам выиграть командный легкоатлетический зачёт на Европейских играх в Баку.
Имея результат выше олимпийского квалификационного норматива (65,00), должен был участвовать в Олимпийских играх 2016 года в Рио-де-Жанейро, однако незадолго до начала Игр завершил спортивную карьеру.